# (20426) Fridlund
(20426) Fridlund est un astéroïde de la ceinture principale.

## Description
(20426) Fridlund est un astéroïde de la ceinture principale. Il fut découvert le 13 novembre 1998 à La Silla par Claes-Ingvar Lagerkvist. Il présente une orbite caractérisée par un demi-grand axe de 3,14 UA, une excentricité de 0,12 et une inclinaison de 19,2° par rapport à l'écliptique.